# Gouvernement Latakia
Latakia (arabisch اللاذقية, DMG Muḥāfaẓat al-Lāḏiqiyya, im Dialekt Muḥāfaẓit il-Lāzʾiyye) ist ein syrisches Gouvernement mit der gleichnamigen Hauptstadt Latakia. Es hat eine Fläche von 2297 km² und eine geschätzte Bevölkerung von 1,17 Millionen Einwohnern (2005).
Die Bevölkerung setzt sich aus Arabern und Aramäern zusammen, die je zur Hälfte christlichen sowie muslimischen Glaubens sind. Daneben gibt es im Norden auch syrische Turkmenen. Sunniten bilden anders als in anderen Landesteilen nur eine kleine Religionsminderheit, der Großteil der Muslime sind schiitische Alawiten. Das Gouvernement liegt im Westen des Landes an der Grenze zur Türkei und am Mittelmeer. Der Hafen Latakia ist der wichtigste Handelshafen Syriens. Der nördliche Teil des Gouvernements bildet einen der Schwerpunkte der Turkmenen und wird Bayırbucak genannt und umfasst den Dschabal Turkmen.
Für die Konfliktparteien im syrischen Bürgerkrieg ist Latakia wichtig, da hier viele Alawiten leben, denen auch Staatspräsident Baschar al-Assad angehört. Auf der anderen Seite können Rebellen und andere Gruppen die nahe türkische Grenze als Rückzugsort benutzten. Neben dem russischen Flottenstützpunkt Tartus im südlich angrenzenden Gouvernement Tartus richtete die russische Armee 2015 eine weitere Militärbasis in Latakia ein, um die syrische Armee zu unterstützen.

## Distrikte
Das Gouvernement ist in vier Distrikte (Mintaqah) unterteilt:
| Distrikt          | Orte (Hauptort in fett)                                                              |
| ----------------- | ------------------------------------------------------------------------------------ |
| Distrikt al-Haffa | Ain al-Tineh, al-Haffa, Kinsabba, Muzayraʿa/Mazira, Slinfah                          |
| Distrikt Dschabla | Ain asch-Scharqiyya, Ain Schiqaq, Beit Yaschut, Daliya, Dschabla, al-Qutailibiyya    |
| Distrikt Latakia  | Ain al-Bayda, al-Bahluliyya, al-Bassah, Hanadi, Kasab, Latakia, Qastal Maʿaf, Rabiʿa |
| Distrikt Qardaha  | al-Fachurah, Harf al-Musaytira, Dschawbat Burghal, Qardaha                           |